# Valerio Spinelli
Valerio Spinelli (nacido el 10 de julio de 1979 en Pozzuoli, Nápoles, Italia) es un exjugador de baloncesto y dirigente deportivo italiano. Mide 1,85 metros de altura y jugó en la posición de base.

## Trayectoria deportiva
Spinelli debutó con un club de su ciudad, el APL Puteoli, en la temporada 1996-97 de la Serie A2. En 1999 se mudó al Teramo de la tercera división, donde promedió 7.3 puntos en 26 presencias. En 2000 volvió a su región natal, Campania, para jugar con el Scafati en Serie A2 (4.6 puntos en 18 partidos). En la temporada siguiente fue un jugador del Imola, donde promedió 15.8 puntos. En 2001 regresó a Campania, esta vez en las filas del Juvecaserta (17.8 puntos en 26 presencias). En el verano de 2002 fue transferido al Montecatini donde logró el ascenso a la Legadue con una media de 18 puntos por partido.
Sus buenas actuaciones despertaron el interés de varios club de categoría superior, entre los cuales figuraba el Napoli, que se hizo de sus servicios a partir de la temporada de Serie A 2004/05. En la primera temporada Spinelli promedió 7.8 puntos y 2.2 asistencias y fue convocado por la Selección italiana; la temporada siguiente fue entre los protagonistas de los buenos resultados napolitanos: semifinales Scudetto, acceso directo a la Euroliga y triunfo en Copa de Italia. En la temporada 2006/07 debutó en la Euroliga. Una vez acabada su experiencia en Nápoles, volvió al Scafati; sin embargo, rescindió el contrato y en el noviembre de 2007 fichó por el Biella, donde logró una final Scudetto perdida ante el Olimpia Milano.
Tras una buena temporada en el Ferrara, en 2010 fue traspasado al Avellino, donde permaneció hasta 2014. En el junio del mismo año fichó por el nuevo equipo de Nápoles, el Azzurro Napoli. Sin embargo, el 27 de diciembre del mismo año el club y el jugador rescindieron el contrato de común acuerdo.

## Palmarés
- Copa de Italia (1): 2006